# Maska (rzeźba w Białymstoku)
Maska – rzeźba znajdująca się w Białymstoku u zbiegu ulicy Suraskiej i placu Niezależnego Zrzeszenia Studentów (dawniej placu Uniwersyteckiego), odsłonięta 20 lipca 2010. Autorem rzeźby jest białostoczanin Bogusław Szycik – absolwent Akademii Sztuk Pięknych w Gdańsku. 
Pierwotnie Maska miała stanąć u zbiegu ulicy Spółdzielczej i Rynku Kościuszki, jednak z uwagi na problemy z biegnącą tam siecią wodno-kanalizacyjną wybrano dla niej obecne miejsce. 

## Opis
Rzeźba jest dwustronna: z jednej strony ze smutną miną – maska tragiczna, z drugiej z uśmiechem – maska komiczna, na której klęczy niewielka postać lalkarza, poruszającego marionetkę za trzymane w dłoni sznurki. Rzeźba ma nieco ponad 2 metry, wykonana jest z brązu i granitu. 
Maska ma być nawiązaniem do miejsc i wydarzeń związanych z teatrem takich jak: Białostocki Teatr Lalek, Wydział Sztuki Lalkarskiej czy odbywający się co dwa lata w Białymstoku Międzynarodowy Festiwal Szkół Lalkarskich LALKANIELALKA. 

Autor rzeźby Bogusław Szycik tak opisał swoje dzieło: 

Zrodził się pomysł, by połączyć maski, które są symbolem teatru: komiczną i tragiczną. Sama maska być może byłaby nieco przytłaczająca, stąd element poruszającego marionetkę chłopca.

## Galeria

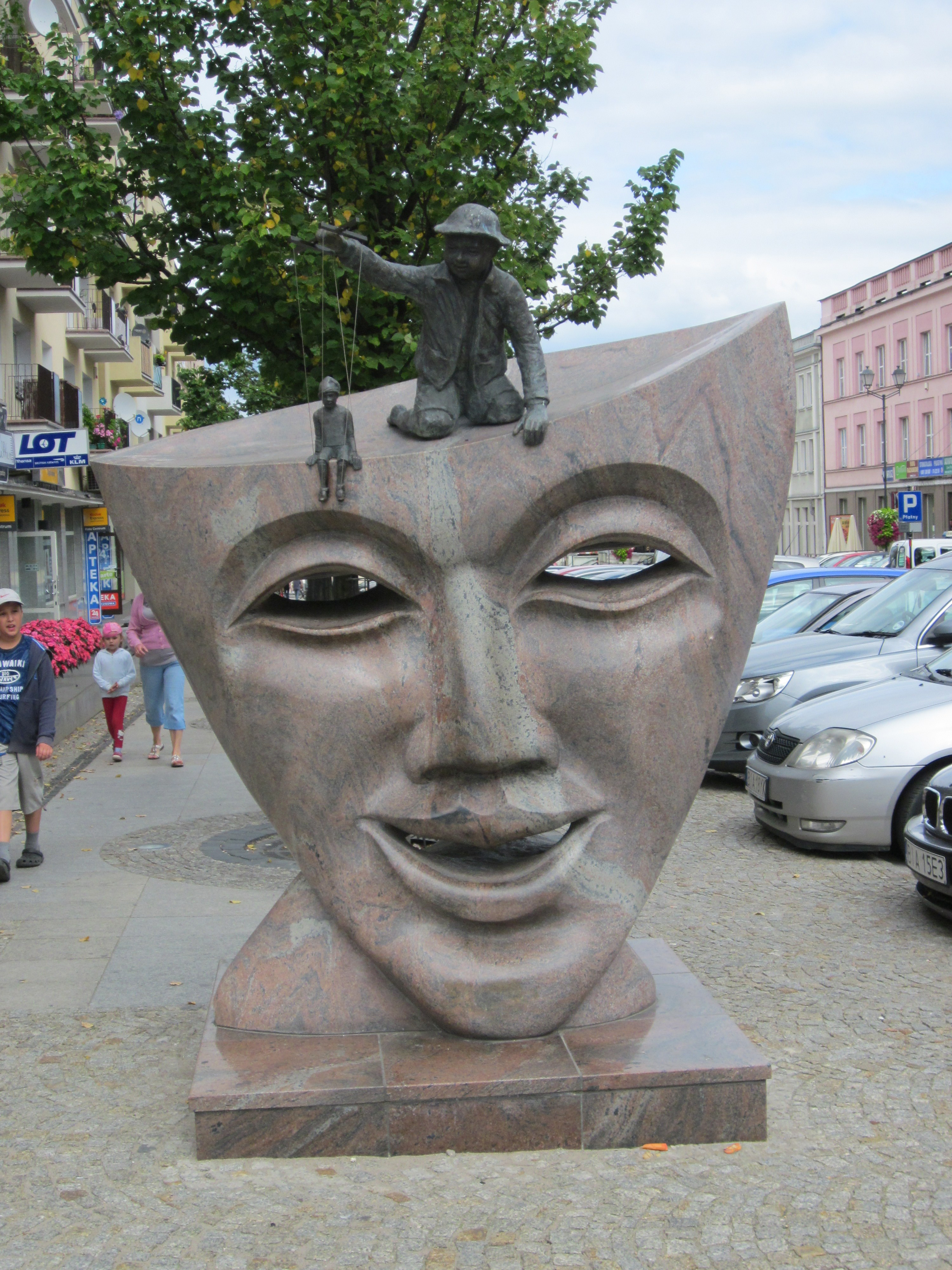
Maska komiczna
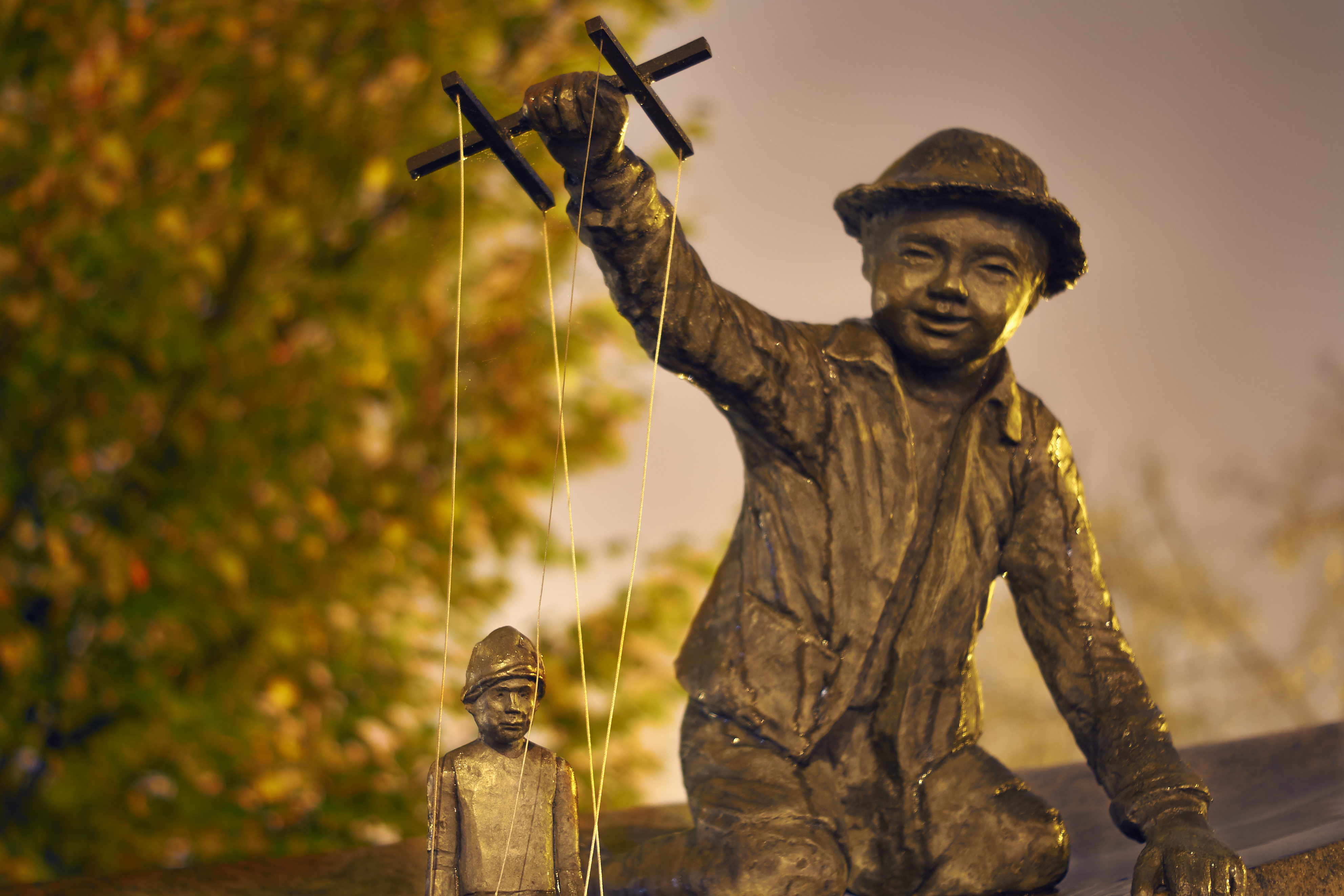
Lalkarz z marionetką
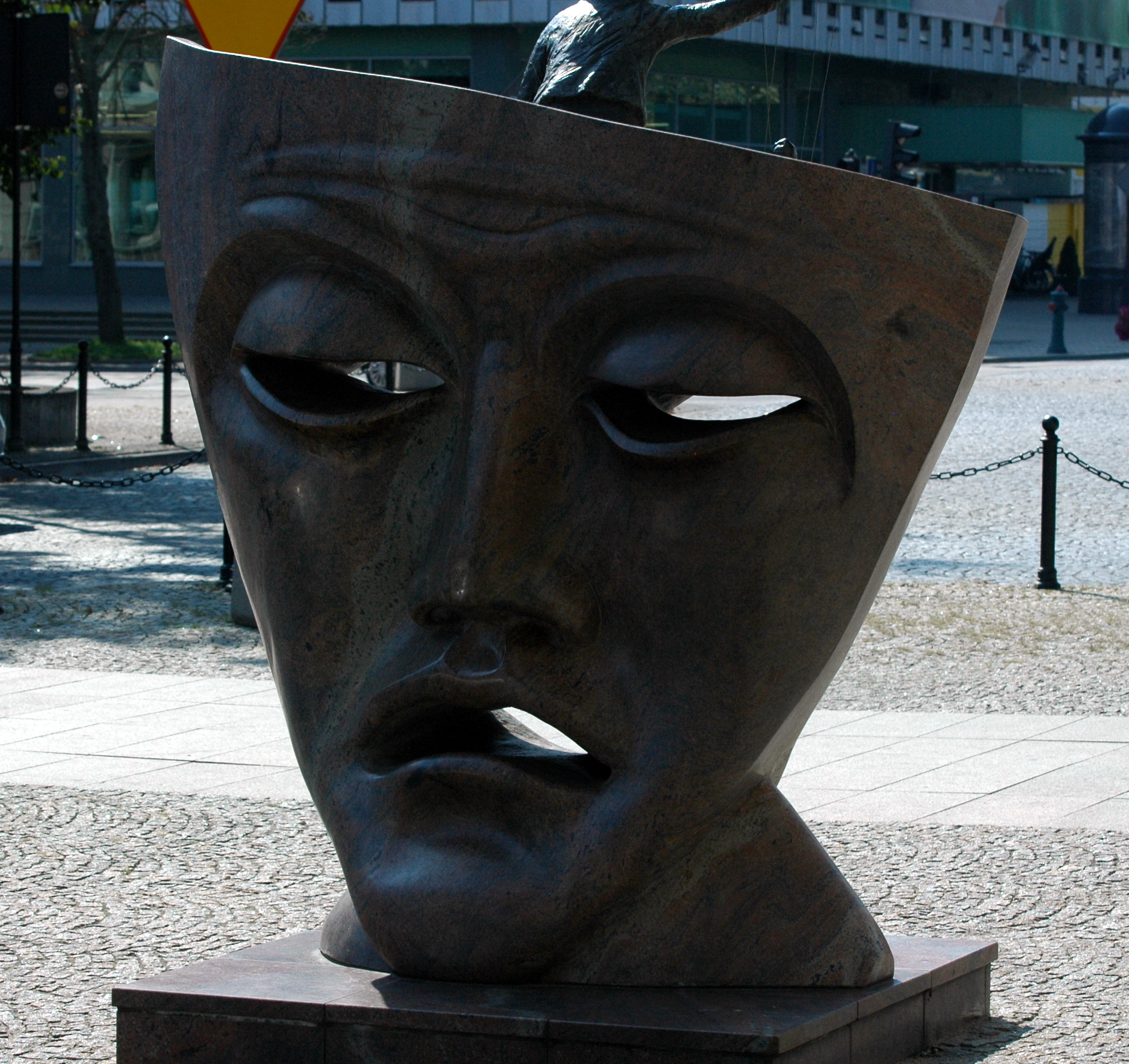
Maska tragiczna